# Camerino Antistio Vetere
Camerino Antistio Vetere (in latino: Camerinus Antistius Vetus; 13 circa – marzo 46) è stato un magistrato e senatore romano, console dell'Impero romano.

## Biografia
Rampollo della famiglia gabina degli Antistii Veteres, ascesi al consolato per la prima volta nel 30 a.C. con il bisnonno di Camerino, Gaio Antistio Vetere, e al patriziato con il nonno di Camerino, Gaio Antistio Vetere console ordinario del 6 a.C., Camerino era figlio del console ordinario del 23 Gaio Antistio Vetere e di Sulpicia, figlia del console ordinario del 9 Quinto Sulpicio Camerino, da cui Camerino prese il cognomen pro praenomine. Suo zio era Lucio Antistio Vetere, console suffetto del 28, mentre suo fratello minore era Gaio Antistio Vetere, console ordinario del 50. Lucio Antistio Vetere, console ordinario del 55, è invece stato ricostruito come fratello di Camerino o come suo cugino, figlio dell'omonimo console del 28.
Non molto è noto della figura di Camerino, emersa del resto solo negli ultimi anni. Attestato come pretore urbano nel 43, Camerino arrivò a ricoprire il consolato suffetto dal 1º marzo del 46 al fianco di Marco Giunio Silano, sostituendo il console iterum Decimo Valerio Asiatico. I Fasti Teanenses riportano però che Camerino fu sostituito dopo appena un paio di settimane da Quinto Sulpicio Camerino, suo cugino: è stato proposto che Camerino sia morto in carica, oppure, meno probabilmente, che si sia dimesso anzitempo. È stato anche proposto che, in realtà, Camerino e Quinto Sulpicio Camerino siano in realtà la stessa persona, che avrebbe in seguito cambiato nome: la ricostruzione non appare molto convincente, sebbene più economica.